# Тамбах-Дитарц
Тамбах-Дитарц (њем. Tambach-Dietharz) град је у њемачкој савезној држави Тирингија. Једно је од 57 општинских средишта округа Гота. Према процјени из 2010. у граду је живјело 4.169 становника. Посједује регионалну шифру (AGS) 16067065.

## Географски и демографски подаци
Тамбах-Дитарц се налази у савезној држави Тирингија у округу Гота. Град се налази на надморској висини од 450 метара. Површина општине износи 41,5 km². У самом граду је, према процјени из 2010. године, живјело 4.169 становника. Просјечна густина становништва износи 100 становника/km².

## Међународна сарадња
| Мјесто | Држава    | Врста сарадње | Од    |
| ------ | --------- | ------------- | ----- |
|        | Француска | партнерство   | 1972. |
| Извор  |           |               |       |